# Pavel Ploc (biathlonista)
Pavel Ploc (ur. 26 grudnia 1943 w Pardubicach, zm. 3 lutego 2024) – czeski biathlonista reprezentujący Czechosłowację. W 1965 roku wystąpił na mistrzostwach świata w Elverum, gdzie zajął 46. miejsce w biegu indywidualnym i dziewiąte w sztafecie. Był też między innymi ósmy w biegu indywidualnym i czwarty w sztafecie podczas mistrzostw świata w Zakopanem w 1969 roku. W 1964 roku wystartował na igrzyskach olimpijskich w Innsbrucku, gdzie był piętnasty w biegu indywidualnym. Brał również udział w igrzyskach olimpijskich w Grenoble w 1968 roku, plasując się na 47. pozycji w biegu indywidualnym i dwunastej w sztafecie. Nigdy nie wystąpił w zawodach Pucharu Świata.
Jego syn Pavel Ploc reprezentował Czechosłowację w skokach narciarskich.

## Osiągnięcia

### Igrzyska olimpijskie
| Rok  | Miejscowość | Konkurencje | Konkurencje | Konkurencje | Konkurencje | Konkurencje | Konkurencje | Konkurencje |
| Rok  | Miejscowość | IN          | SP          | PU          | MS          | RL          | MR          | SR          |
| ---- | ----------- | ----------- | ----------- | ----------- | ----------- | ----------- | ----------- | ----------- |
| 1968 | Grenoble    | 15.         | nd.         | nd.         | nd.         | –           | nd.         | –           |
| 1972 | Sapporo     | 47.         | nd.         | nd.         | nd.         | 12.         | nd.         | –           |

### Mistrzostwa świata
| Rok  | Miejscowość | Konkurencje | Konkurencje | Konkurencje | Konkurencje | Konkurencje | Konkurencje | Konkurencje |
| Rok  | Miejscowość | IN          | SP          | PU          | MS          | RL          | MR          | SR          |
| ---- | ----------- | ----------- | ----------- | ----------- | ----------- | ----------- | ----------- | ----------- |
| 1965 | Elverum     | 46.         | nd.         | nd.         | nd.         | 9.          | nd.         | –           |
| 1967 | Altenberg   | 13.         | nd.         | nd.         | nd.         | 10.         | nd.         | –           |
| 1969 | Zakopane    | 8.          | nd.         | nd.         | nd.         | 4.          | nd.         | –           |
| 1970 | Östersund   | 12.         | nd.         | nd.         | nd.         | 9.          | nd.         | –           |